# 高爾灣
67°49′S 67°11′W / 67.817°S 67.183°W

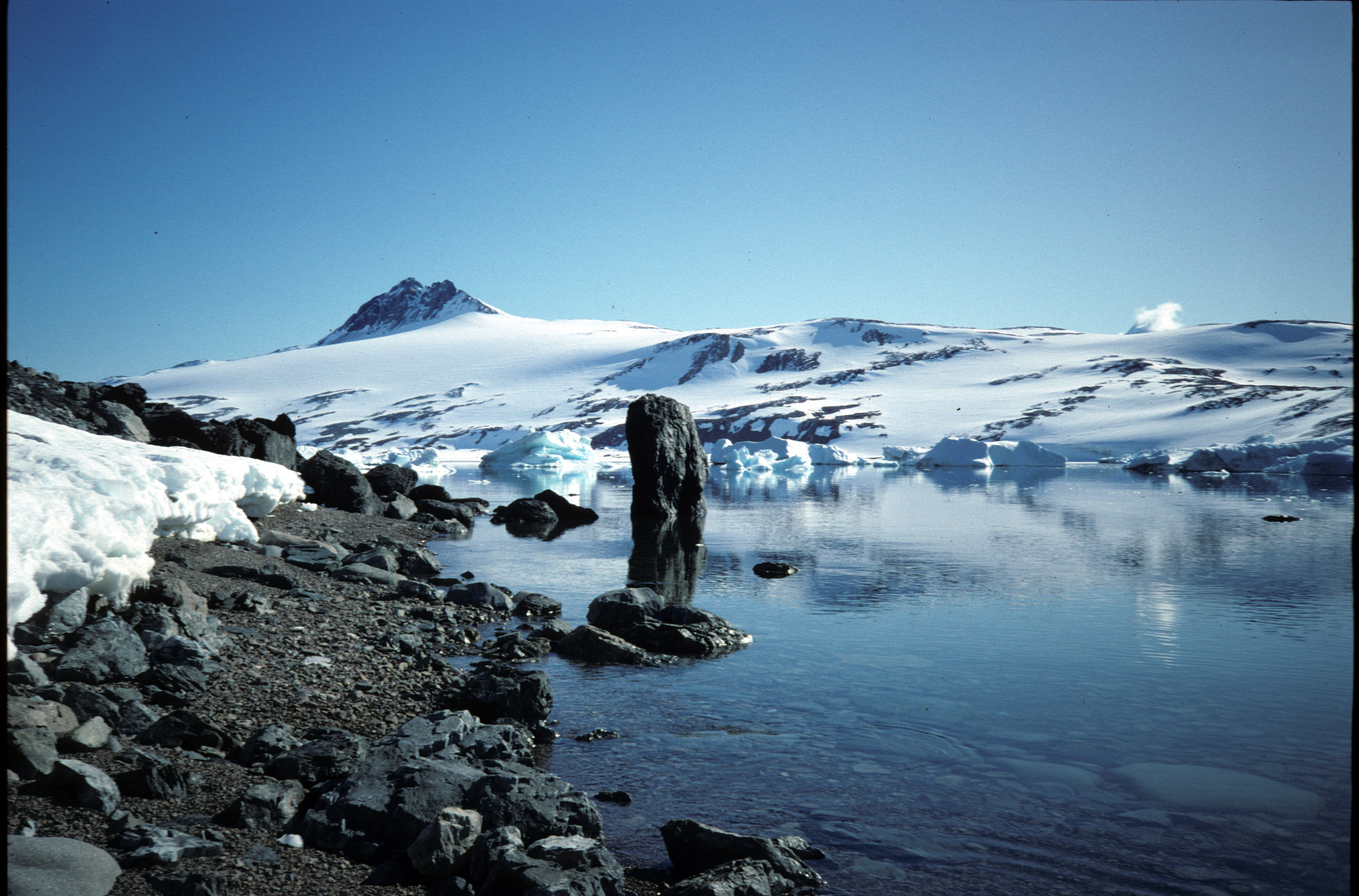

高爾灣（英語：Gaul Cove），是南極洲的海灣，位於葛拉漢地對開海域的馬蹄島東北部，由英國南極名稱諮詢委員會命名，現時由南極條約體系管理。